# کرومات نقره

ساختار کرومات نقره

کرومات نقره (به انگلیسی: Silver chromate) با فرمول شیمیایی Ag۲CrO۴ یک ترکیب شیمیایی با شناسه پاب‌کم ۶۲۶۶۶ است. که جرم مولی آن 331.73 g/mol می‌باشد. شکل ظاهری این ترکیب، پودر قرمز-قهوه‌ای است.